# Frederick Frelinghuysen

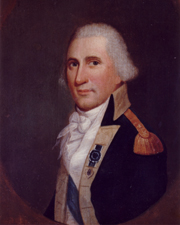
Frederick Frelinghuysen

Frederick Theodore Frelinghuysen (* 13. April 1753 bei Somerville, Provinz New Jersey; † 13. April 1804 in Millstone, New Jersey) war ein US-amerikanischer General und Politiker (Föderalistische Partei).

## Leben
Frederick Frelinghuysen, ein Sohn des aus Lingen stammenden Pastors Theodorus Jacobus Frelinghuysen, machte 1770 seinen Abschluss am College of New Jersey, der heutigen Princeton University. Danach studierte er die Rechtswissenschaften, wurde 1774 in die Anwaltskammer aufgenommen und begann im Somerset County als Jurist zu praktizieren. Im Verlauf der Revolution wurde er politisch tätig und saß von 1775 bis 1776 im Provinzialkongress von New Jersey. Im Unabhängigkeitskrieg schloss er sich der Kontinentalarmee an, in der er zum Colonel aufstieg. Im Jahr 1779 nahm er als Delegierter an den Sitzungen des Kontinentalkongresses in Philadelphia teil. Er wurde 1781 Clerk am Court of Common Pleas im Somerset County, was er bis 1789 blieb. Während dieser Zeit saß er im Jahr 1784 auch erstmals als Abgeordneter in der New Jersey General Assembly. Dem Staatsparlament gehörte er später noch einmal von 1800 bis 1804 an. Ferner wirkte er am Staatskonvent von New Jersey mit, der 1787 die Verfassung der Vereinigten Staaten ratifizierte.
Zwischen 1790 und 1792 war Frelinghuysen Mitglied des Staatsrates von New Jersey. Außerdem ernannte ihn Präsident George Washington im Jahr 1790 zum Brigadegeneral, um im Westen der Vereinigten Staaten gegen Indianer zu kämpfen. Am 4. März 1793 zog Frelinghuysen nach erfolgreicher Wahl in den Senat der Vereinigten Staaten ein, in dem er bis zu seinem Rücktritt am 12. November 1796 verblieb. Zwischenzeitlich war er im Jahr 1794 während der Whiskey-Rebellion im Rang eines Generalmajors zum Militär zurückgekehrt. 1801 hatte er kurzzeitig als Nachfolger von Lucius Horatio Stockton das Amt des Bundesstaatsanwalts für den Distrikt von New Jersey inne. Er starb an seinem 51. Geburtstag in Millstone und wurde auf dem Old Cemetery in Weston beigesetzt.

## Familie
Mehrere Nachfahren von Frederick Frelinghuysen hatten hochrangige politische Ämter inne. Sein Sohn Theodore (1787–1862) wurde ebenso US-Senator wie sein Enkel Frederick (1817–1885), der außerdem als Außenminister der Vereinigten Staaten unter Präsident Chester A. Arthur amtierte. Auch sein Urenkel Joseph Sherman Frelinghuysen (1869–1948) gehörte dem US-Senat an. Sein Urururenkel Peter Hood Ballantine Frelinghuysen (1916–2011) war Abgeordneter im Repräsentantenhaus der Vereinigten Staaten, in dem wiederum sein 1946 geborener Sohn Rodney, Frederick Frelinghuysens Ururururenkel, seit 1995 sein Mandat ausübt.